# Golful Haifa

O hartă a Galileii care arată Golful Haifa

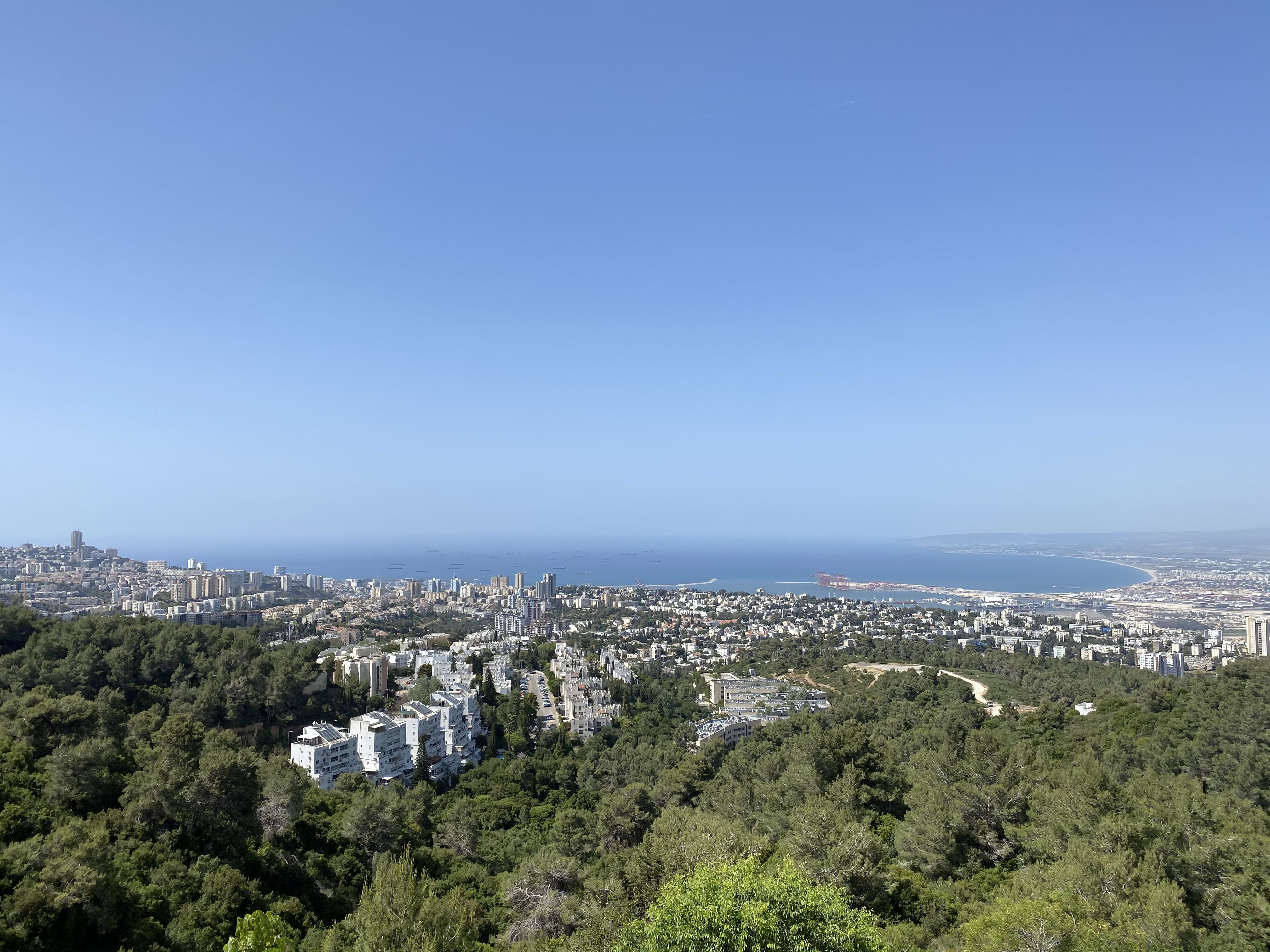
Golful Haifa, privit din Denia.

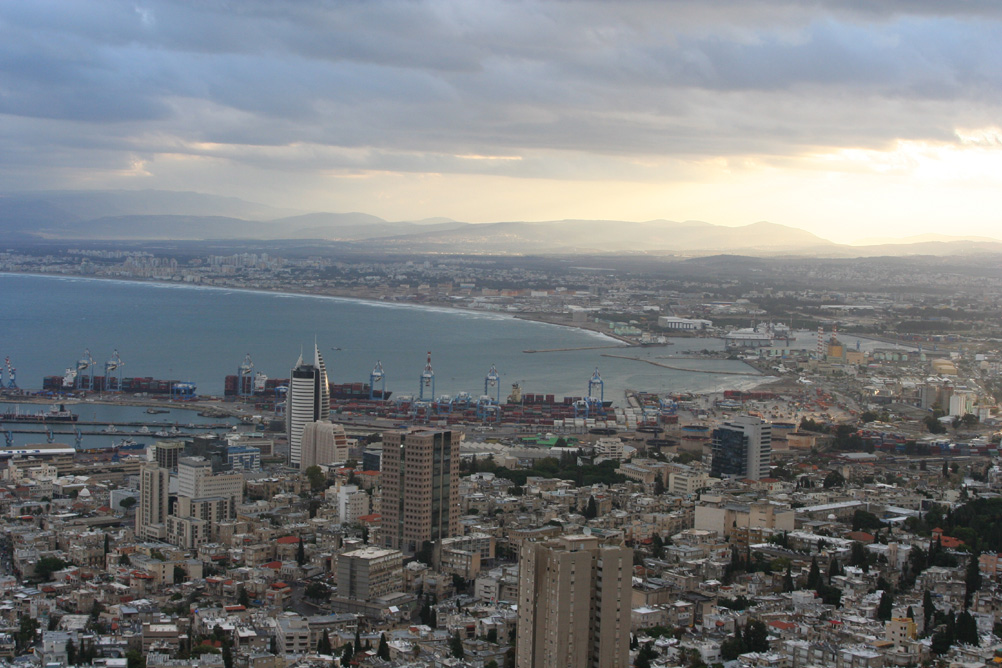
Golful Haifa.

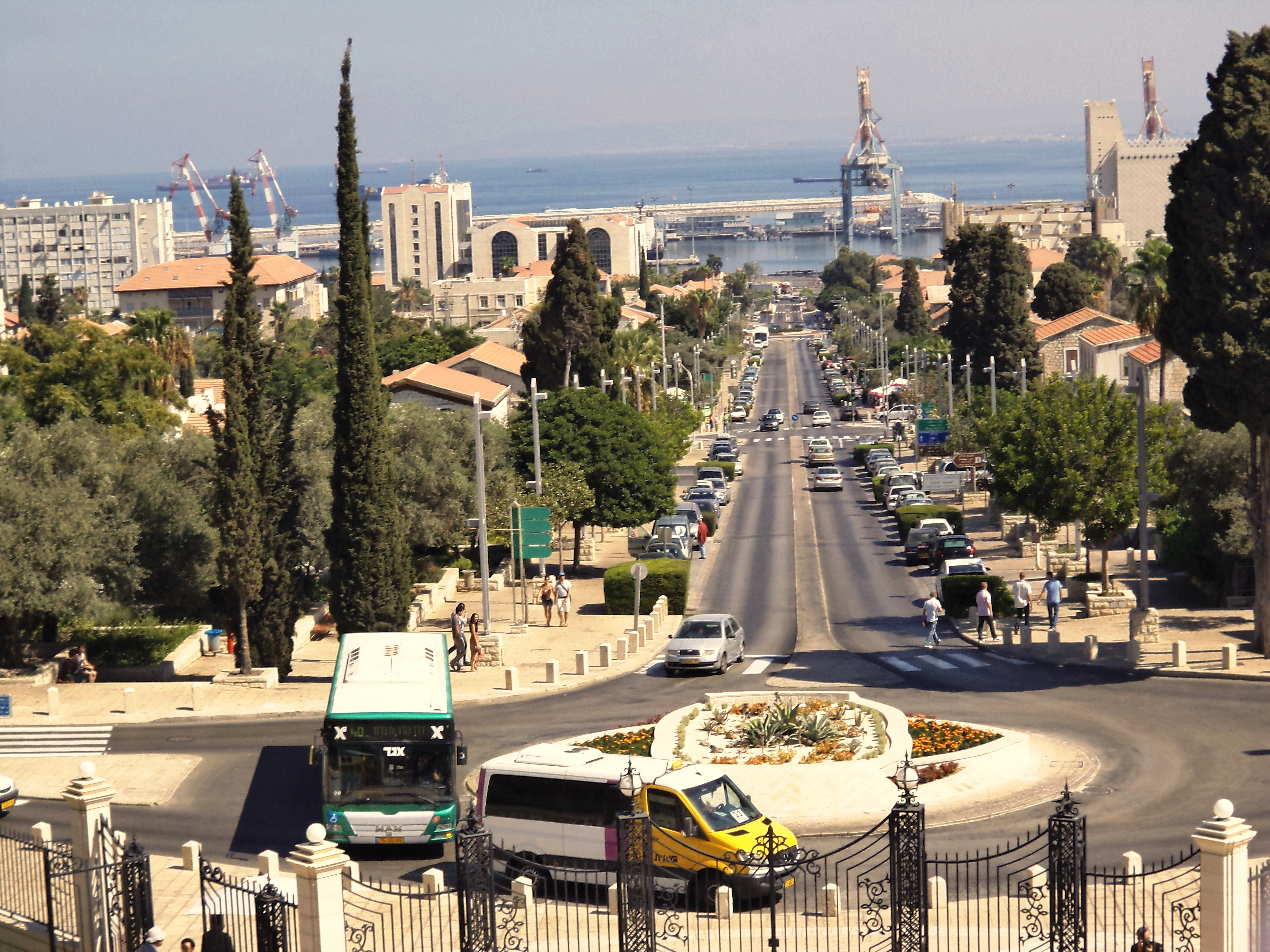
Haifa: Colonia și portul german

Golful Haifa (]n ebraică מפרץ חיפה, Mifratz Heifa), fost Golful Acre, este un golf de-a lungul coastei mediteraneene de nord, Israel. Golful Haifa este singurul port natural al Israelului de la Marea Mediterană.
Golful Haifa se referă, de asemenea, la unul dintre cele nouă cartiere ale orașului Haifa, care cuprind zona industrială covârșitoare de la nord-est de „Orașul de jos” și la sud de cartierul Kiryat Hayim.

## Geografie
Hrănite de râul Chișon, orașele Haifa și Acra își marchează capetele sudice și nordice, în timp ce centrul este mărginit de dune și cartierele suburbane Krayot. Muntele Carmel se ridică la marginea sudică, în timp ce munții Galileii de Vest se îndreaptă spre țărm, la limita nordică. Valea Zvulun, o câmpie de coastă, se întinde pe 14 km de-a lungul coastei golfului dintre aceste limite muntoase.
Portul Haifa se află de-a lungul unei părți a coastei sale de sud-est.

## Istoric
În anii 1920, mai multe kibuțuri au fost înființate în cartierul Bat Galim din Golful Haifa, în urma mandatului britanic  și  bugetării pentru dezvoltarea zonei. Având în vedere că coasta Palestinei nu avea un port modern, autoritățile britanice au elaborat planuri pentru noi instalații portuare. Haifa Bay Development Company, fondată în februarie 1925 pentru a continua aceste planuri, nu a putut recruta capitalul necesar, astfel încât tranzacția a fost făcută de Compania de dezvoltare a terenurilor din Israel⁠(<span title="Israel Land Development Company|Compania de dezvoltare a terenurilor din Israel la Wikidata">d).
Zona a fost achiziționată de comunitatea evreiască ca parte a Sursock Purchase⁠(d). Terenul a fost cumpărat de la familia Sursock, care l-a cumpărat de la Guvernul otoman în 1872. Cele 45.000 de dunami erau cunoscute sub numele de ținuturile Jidro. De asemenea, compania a achiziționat o concesiune pe 99 de ani pentru încă 12.000 de dunami de teren adiacent, aducând suprafața totală la 57.000. Terenul s-a schimbat de mai multe ori din cauza dificultăților financiare, devenind în cele din urmă proprietatea firmei Bayside Land Company, înființată în cooperare cu Fondul Național Evreiesc. În 1928, compania a comandat arhitectului englez Patrick Abercrombie⁠(d) să elaboreze un plan de dezvoltare.
În 1934, a fost înființată în Golful Haifa fabrica de sticlă Phoenicia. Compania s-a mutat la Yeruham în 1968 și funcționează și astăzi.